# Tấn công brute-force

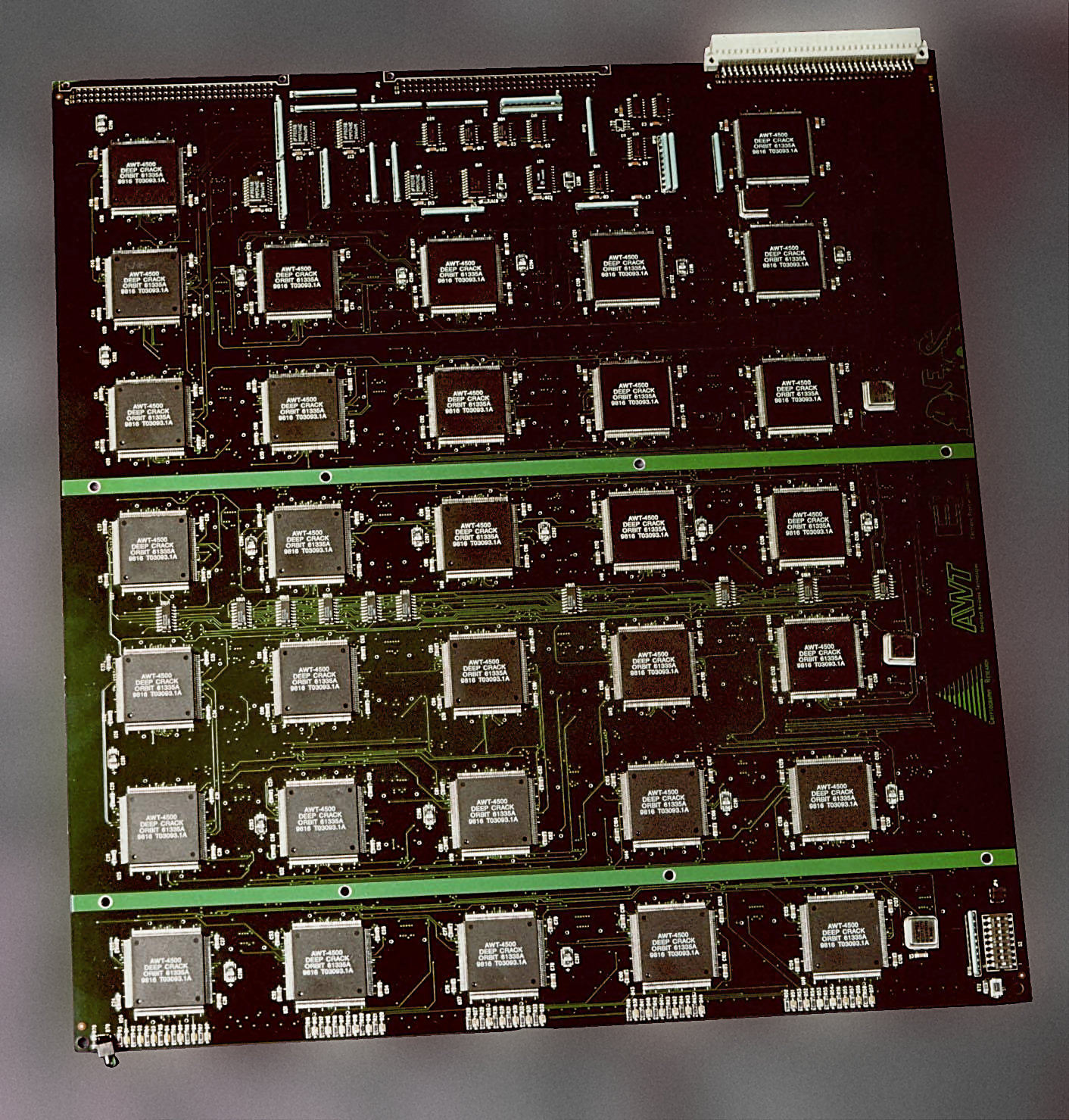
Máy bẻ khóa trị giá 250.000 đô la của EFF này có thể bẻ khóa được thuật toán DES trong vài ngày. Hình chỉ một phần bản mạch của máy với 64 con chip bẻ khóa dạng brute force

Trong mật mã học, tấn công brute-force là một kiểu thám mã có thể được áp dụng cho tất cả các hệ mật. Brute force hoạt động bằng cách thử tất cả các chuỗi mật khẩu có thể để tìm ra mật khẩu. Vì thế nên thời gian cần rất lâu, tùy theo độ dài của mật khẩu nhưng khả năng để tìm ra là luôn luôn nếu không giới hạn thời gian. Brute force chỉ được dùng khi các phương pháp khác đều không có hiệu quả

## Bruce force dùng FPGA và GPU
Ngày nay, có 2 kỹ thuật xuất hiện đã tự chứng minh là có khả năng tấn công những mã hóa kiểu brute force. Một là những GPU (graphics processsing unit), hai là FPGA.
GPU thì phổ biến rộng rải hơn và rẻ hơn theo tỷ số hiệu suất trên chi phí; FPGA thì kém hiệu quả hơn về năng lượng trên mỗi bài toán về mã hoc. Cả hai kỹ thuật đều dùng nguyên tắc xử lý song song (parallel processing) để áp dụng vào việc tấn công brute force. Trong trường hợp GPU thì vài trăm đơn vị xử lý và trong FPGA thì vài ngàn đơn vị, cả hai kỹ thuật này đều hiệu quả hơn là những máy tính thông thường. Nhiều bài viết về FPGA đã chứng minh FPGA rất công hiệu về năng suất, thí dụ như máy COPACOBANA FPGA Cluster computer chỉ dùng năng lượng như 1 máy PC (khoảng 600 W) nhưng tính toán nhanh bằng 2.500 máy PC cộng lại trong một vài thuật toán. Một vài hãng đã chế tạo ra những board PCI Express có gắn FPGA . WPA và WPA2 đã bị tấn công thành công dùng FPGA, có thể giảm thiểu khối lượng công việc xuống cả từ 50 cho đến vài trăm lần nếu dùng những CPU cổ điển.